# 賴庭檜
賴庭檜（1541年—1584年），字而舟，號南璧，福建泉州府晉江縣人，民籍，明朝政治人物。

## 生平
嘉靖四十年（1561年）辛酉科福建鄉試第三十三名。嘉靖四十四年（1565年），登乙丑科第二甲第六十七名進士。户部观政，四十五年八月授户部主事，监兑江西，隆慶三年（1569年）七月升员外，四年三月升任戶部郎中，五年二月升任建昌府知府。丁憂服除，万历二年（1574年）六月復补归德府。七年正月升山东副使，备兵天津，十年正月擢四川参政，十二年十月升四川按察使，任命下時，已于九月去世，卒年四十八。

## 家族
曾祖賴元籌；祖父賴朝勳；父賴濟美，庠生累封知府；母莊氏，封安人贈恭人。弟庭楩、庭杨、庭機。